# Contrato de enfiteusis
El contrato enfitéutico es la figura contractual que hace nacer la obligación de futura constitución de un derecho real de enfiteusis sobre un determinado bien inmueble. Cabe destacar que es habitualmente requisito constitutivo del derecho real la inscripción en un registro público.

## Características
- Consensual: El contrato queda perfeccionado por el mero consentimiento de las partes.
- Productor de obligaciones: Concede a las partes el derecho a exigir el cumplimiento de las recíprocas obligaciones que surgen como consecuencia de la perfección del contrato.
- Oneroso: Existe un intercambio patrimonial entre las partes como consecuencia de la naturaleza de la enfiteusis que se va a constituir.
- Bilateral y recíproco: Para este contrato, se requerirá la voluntad de dos partes (bilateral), y se les atribuirán sendas obligaciones (reciprocidad).
- Conmutativo: La obligación de constituir la enfiteusis supone que existe equivalencia en la obligación, derivada de la propia equivalencia de obligaciones del derecho real de enfiteusis.

## Obligaciones
Ambas partes quedan obligadas a inscribir el derecho real de enfiteusis en el registro de la propiedad, es decir, surge una obligación de constituir un derecho, reclamable por ambas partes ante la autoridad judicial, que en caso de incumpliento podrá sustituir la voluntad de la parte que, tras haber establecido el contrato de enfiteusis, se niegue a inscribir la enfiteusis en el registro.
Además, la obligación no se limita a inscribir el derecho de enfiteusis, sino que abarca también las condiciones acordadas. El derecho de enfiteusis debe de constituirse sobre un bien concreto, y a cambio del canon estipulado en el contrato.

## Contrato de enfiteusis como precontrato
La naturaleza del contrato de enfiteusis es paralela a la planteada para los precontratos, es decir, encajaría con un supuesto de promesa de contrato en el caso de que se considerase la inscripción en el registro como un acto contractual, postura que mantiene dividida a la doctrina.